# Confederación Xeral de Traballadores Galegos
Confederación Xeral de Traballadores Galegos (CXTG) va ser un sindicat de Galícia d'orientació nacionalista gallega, format en 1985 com una escissió de la Intersindical Nacional dos Traballadores Galegos (INTG). A l'octubre d'aquest any va celebrar el seu primer Congrés, en el qual es va escollir a Fernando Acuña com a secretari general. En les eleccions sindicals de 1986 va aconseguir 1.087 delegats a Galícia. En 1990 va formar, amb la INTG, la Converxencia Intersindical Galega per a concórrer en coalició a les eleccions sindicals. La coalició es va transformar en la Confederación Intersindical Galega (CIG) en 1994.